# Diana Adams
Diana Adams (Staunton, Estados Unidos; 29 de marzo de 1926-San Andreas, California; 10 de enero de 1993) fue una bailarina y maestra de danza estadounidense.
Inició sus estudios de danza con su madrastra Emily Hadley-Adams, luego continuó sus estudios en Nueva York con los maestros Edward Caton, Agnes de Mille y Antony Tudor. Hizo su debut en 1943, en el musical Oklahoma!, de la coreógrafa Agnes de Mille.
En 1944 pasó a formar parte del American Ballet Theatre, donde rápidamente se convirtió en solista. Seis años después, en 1950, se unió a la compañía de Balanchine, el New York City Ballet.
Adams hizo alguna apariciones esporádicas tanto en la televisión como en el cine. En 1954 participó en Knock on Wood con Danny Kaye y en 1956 en la película de Gene Kelly, Invitation to the Dance.